# Perth (városrész)
Perth városrész kiterjed az ausztráliai Perth metropolisz központi üzleti negyedére, valamint  déli irányból  a Hyde Park északi oldaláig  lenyúló külvárosi területre. Nem tartoznak viszont hozzá olyan önálló városrészek, mint Northbridge vagy Highgate.
Az önkormányzatokat tekintve Perth-ön City of Perth és City of Vincent osztozkodik. 

## Neve
Nevét a skóciai Perth után kapta.

## Épített környezet
A Perth városrészre jellemző területhasznosítási forma az üzleti hasznosítás. A jelentősebb irodaépületek közé tartozik a 108 St Georges Terrace, a QV.1, a Brookfield Place és a Central Park, mely utóbbi a város legmagasabb épülete, egyúttal a hetedik legmagasabb épület Ausztráliában.

### Fontos épületek

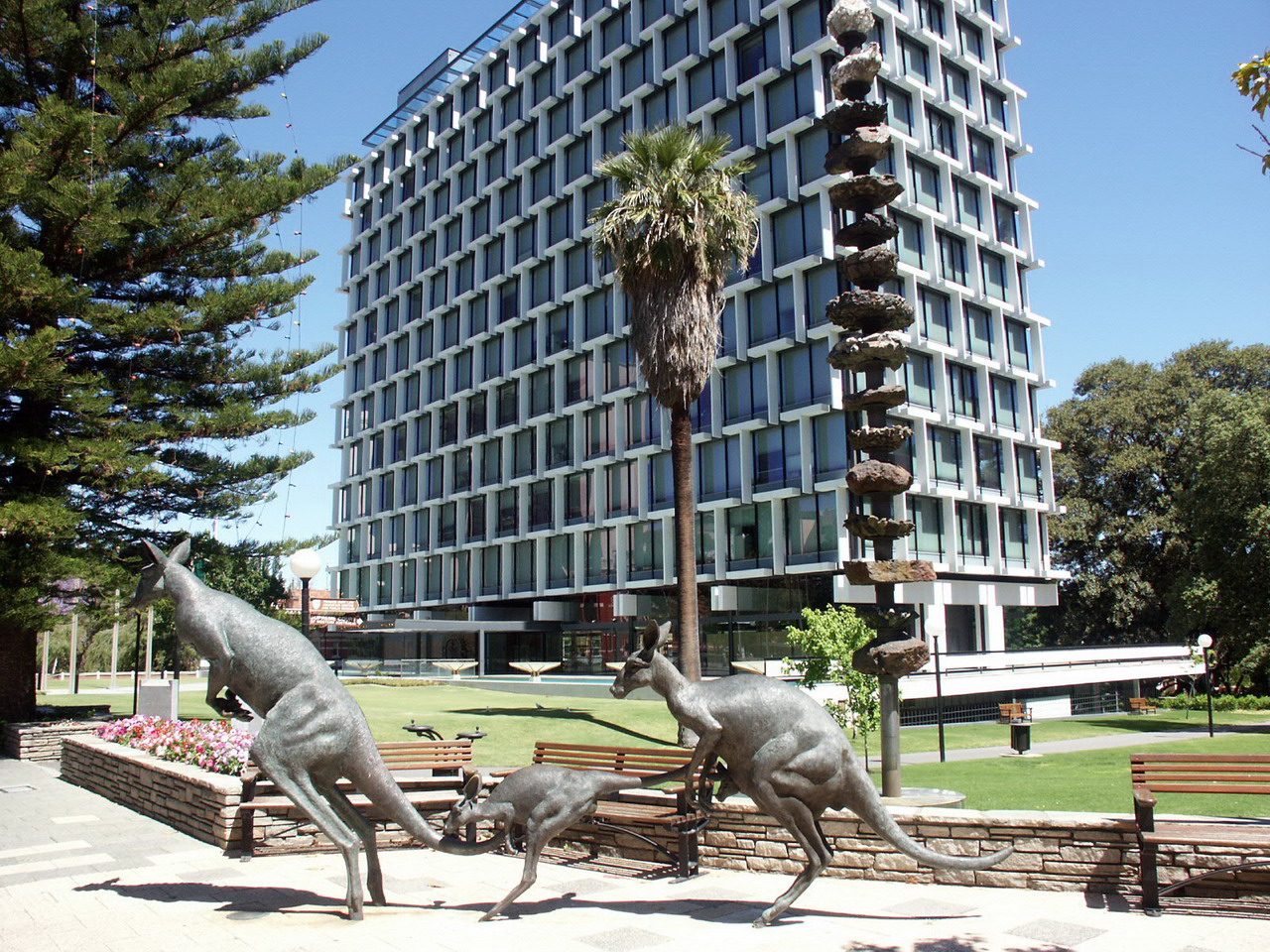
Tanácsháza, Perth

A Perth-i Városháza 1868. és 1870. között épült, a tervek szerint az újonnan alapított City of Perth önkormányzat közigazgatási központjaként működött. Az 1950-es évek végére a városi tanács kinőtte a Városháza épületét, ezért döntés született egy acél- és üvegszerkezetű, modernista stílusban épülő Tanácsháza megépítéséről. Az 1960-ban elkészülő Tanácsháza építészeti értékéről megoszlanak a vélemények. A Városháza és a Tanácsháza egyaránt szerepel a természeti és kulturális örökséget 2012-ig rögzítő Nemzeti Vagyonjegyzéken (Register of the National Estate).

## Népesség
Perth városrész helyben lakó népessége 6341 fő. Származásukat tekintve a helyi lakosok többféle háttérrel rendelkeznek: 40%-uk Ausztráliában született, míg kisebbségnek számít az Angliából (6,5%), Új-Zélandról (2,4%), Malajziából (2,1%), Vietnámból (2,1%) és Olaszországból (1,9%) érkezett népesség.

## Művészet és kultúra
A Perth-i Kulturális Központhoz olyan létesítmények tartoznak, mint a Nyugat-Ausztrál Művészeti Galéria, a Nyugat-Ausztrál Állami Könyvtár, a Nyugat-Ausztrál Állami Színházi Központ és a Nyugat-Ausztrál Múzeum. A Perth-i Hangversenyterem a St Georges Terrace-on, míg a Királyi Színház  (His Majesty's Theatre) a Hay Streeten található.

## Közlekedés
A városrészben a közlekedést három gyorsforgalmi út segíti: a Mitchell Freeway, a Kwinana Freeway és a Graham Farmer Freeway.
A tömegközlekedési létesítmények sorába három vasútállomás (Perth vasútállomás, McIver vasútállomás, Esplanade vasútállomás) és két buszállomás (Esplanade buszállomás és Wellington buszállomás), valamint a Kelet-Perth-i Terminál tartozik, melyek az állami és államközi vasúti és buszközlekedést működtetik. A Barrack utcai mólóról indulnak a helyi tömegközlekedési vállalat, a Transperth kompjai. Perth-ben továbbá négy, Perth belvárosát behálózó,  ingyenes buszszolgáltatás üzemel (Perth Central Area Transit vagy CAT), a gépkocsik parkolására számos nyitott, valamint épített, emeletes parkolóház áll rendelkezésre.

## Utcák
A belvárosi tömbszerű beépítésen a fő kelet–nyugati irányú utcák a St Georges Terrace, Hay Street, Murray Street és a Wellington Street.
A fő észak–déli irányú utcák a Barrack Street és a William Street.
Öt utcának – Murray Street, Hay Street, James Street, Museum Street és Forrest Place – egyes részeit gyalogosan megközelíthető bevásárlóközpontokká alakították át.

## Sport
A helyi sportlétesítmények közé tartozik a Perth Oval stadion a helyi  labdarúgócsapat, a Perth Glory, valamint az Ausztrália, Új-Zéland és Dél-Afrika összesen 15 csapata részvételével zajló Super Rugby ligában szereplő rögbicsapat, a Western Force otthona. 1910. és 1999. között a stadionban rendezték az East Perth ausztrál foci csapat mérkőzéseit is.
A Wellington Street nyugati végében áll a Perth Arena, a többek között tenisz- és kosárlabdameccsek rendezésére tervezett sportcsarnok. 1990. és 2002. között a Perth Wildcats kosárlabdacsapatának az otthonát a korábban az új Aréna tőszomszédságában álló, és 2011-ben lebontott Perth-i Szórakoztatóközpont jelentette. A helyi teniszklubok a Robertson Parkban and Loton Parkban működnek.

## Fordítás
Ez a szócikk részben vagy egészben  a   Perth (suburb) című angol Wikipédia-szócikk ezen változatának fordításán alapul.  Az eredeti cikk szerkesztőit annak laptörténete sorolja fel. Ez a jelzés csupán a megfogalmazás eredetét és a szerzői jogokat jelzi, nem szolgál a cikkben szereplő információk forrásmegjelöléseként.